# Miguel (Sänger)

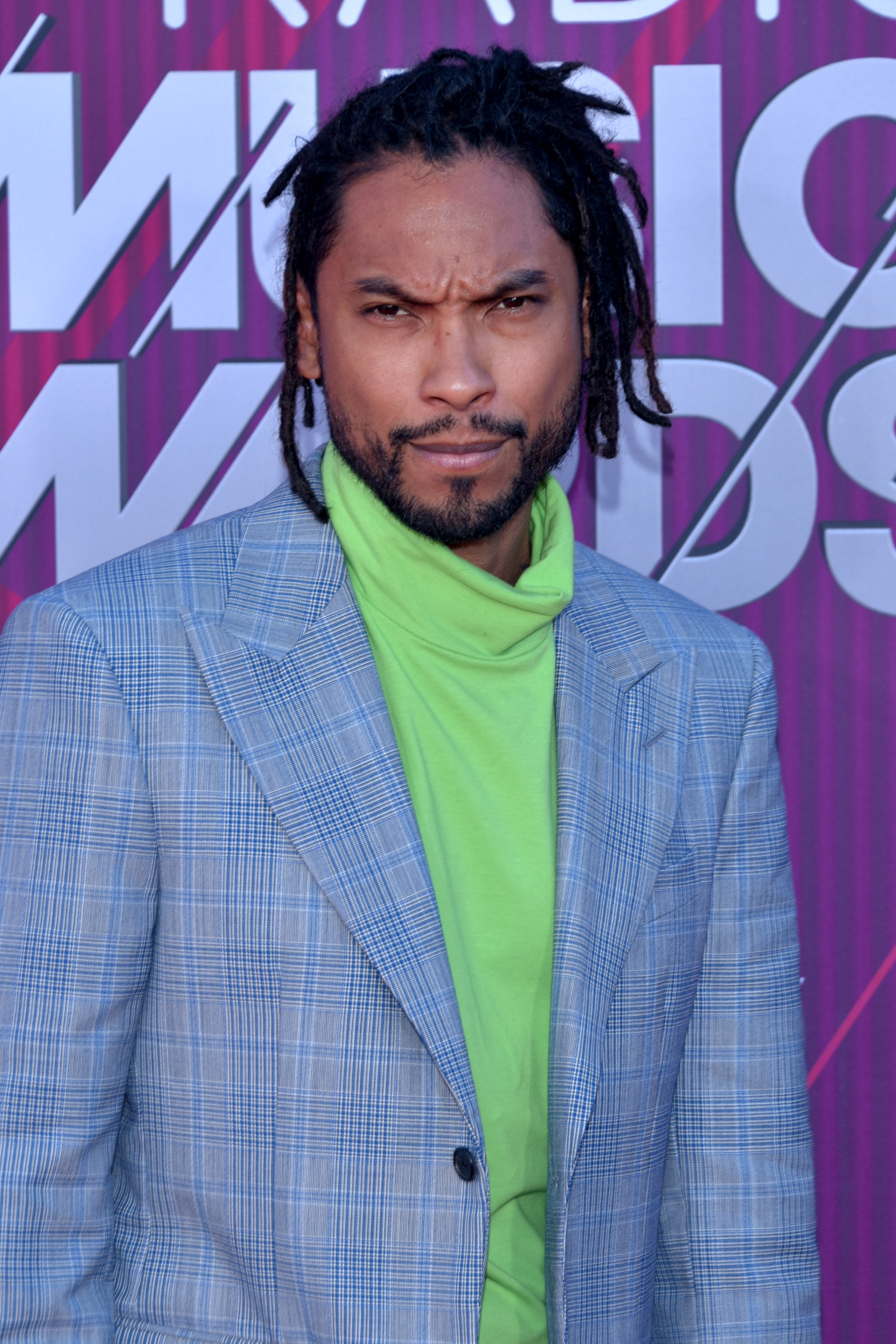
Miguel (2019)

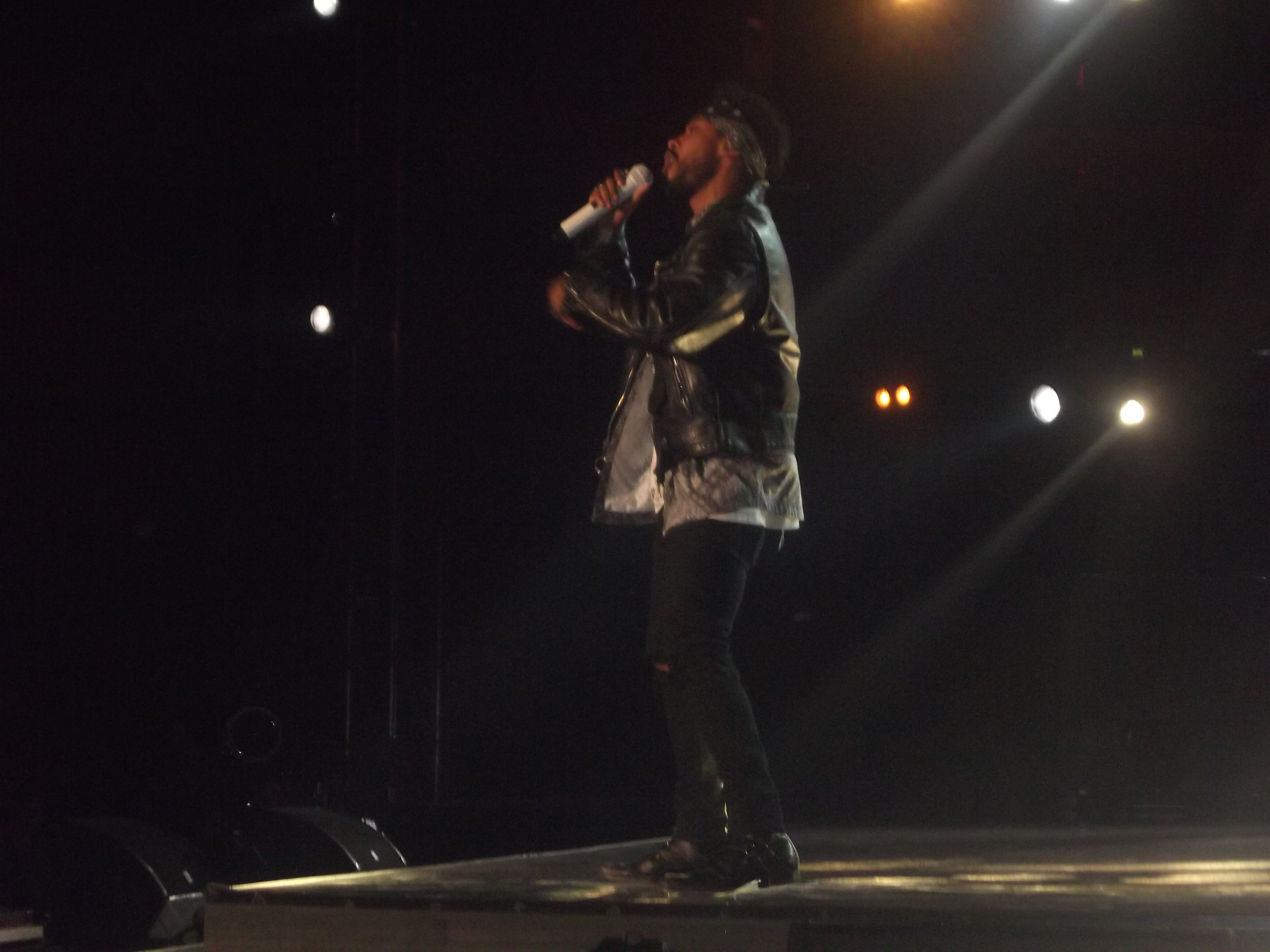
Miguel während der MTV Africa Music Awards (2014).

Miguel Jontel Pimentel (* 23. Oktober 1985 in Los Angeles), Künstlername Miguel, ist ein US-amerikanischer R&B-Sänger und Songwriter.

## Karriere
Pimentel stammt aus dem Stadtteil San Pedro von Los Angeles, in dem viele US-Amerikaner mexikanischer Abstammung leben. Bereits mit 14 Jahren unterschrieb er seinen ersten Vertrag, den er aber mit 18 wieder kündigte. Danach stand er zwei Jahre bei einem Indie-Label unter Vertrag, es kam aber zu keiner Veröffentlichung. Seine Aufnahmen fanden aber den Weg zu Mark Pitts von Jive Records, die ihm 2007 einen Plattenvertrag gaben.
Wegen Rechtsstreitigkeiten mit seinem alten Indie-Label dauerte es allerdings drei Jahre, bevor er seine erste Single veröffentlichen konnte. Dazwischen arbeitete er als Songwriter mit Usher und Asher Roth zusammen, auf dessen Albumtrack His Dream er mitsang. Auch am Top-6-R&B-Hit If U Leave von Musiq Soulchild mit Mary J. Blige war er beteiligt. Sein Singledebüt All I Want Is You mit Unterstützung von Rapper J. Cole erschien im September 2010 und kam auf Anhieb in die US-Singlecharts.
Anlässlich der Grammy Awards 2020 fand am 28. Januar 2020 im Los Angeles Convention Center in Los Angeles ein Tribut-Konzert für Prince unter dem Motto „Let’s Go Crazy: The Grammy Salute to Prince“ statt, bei dem Miguel I Would Die 4 U sang. Das Konzert wurde am 21. April 2020, dem vierten Todestag von Prince, im US-Fernsehen ausgestrahlt.

## Diskografie
StudioalbenMiguel (Sänger)/Diskografie